# Freie-Partie-Europameisterschaft der Junioren 1983/84

Logo CEB (ausrichtender Verband)

Die Freie-Partie-Europameisterschaft der Junioren 1984 war das 8. Turnier in dieser Disziplin des Karambolagebillards und fand vom 20. bis zum 22. Mai 1984 in Madrid statt. Die Meisterschaft zählte zur Saison 1983/84.

## Geschichte
Gleich bei seiner ersten Teilnahme sicherte sich der 19-jährige Dick Jaspers den Titel vor Marc Massé und Fabian Blondeel.

## Modus
Gespielt wurde in einer Finalrunde „Jeder gegen Jeden“ bis 300 Punkte. Es wurden prolongierte Serien gewertet.
1. MP = Matchpunkte
2. GD = Generaldurchschnitt
3. HS = Höchstserie

## Finalrunde
| MP    | Match Points (Sieger = 2; Unentschieden = 1; Verlierer = 0) |
| Pkte. | Erzielte Karambolagen                                       |
| Aufn. | Benötigte Versuche                                          |
| GD    | Generaldurchschnitt                                         |
| BED   | Bester Einzeldurchschnitt eines Spielers                    |
| HS    | Höchstserie                                                 |
|       | Bester GD des Turniers                                      |
|       | Bester ED des Turniers                                      |
|       | Beste HS des Turniers                                       |
|       | 1. Platz (Gold)                                             |
|       | 2. Platz (Silber)                                           |
|       | 3. Platz (Bronze)                                           |

| Platz                      | Name            | MP   | Pkte | Aufn. | GD    | BED    | HS  |
| -------------------------- | --------------- | ---- | ---- | ----- | ----- | ------ | --- |
| 1                          | Dick Jaspers    | 14:0 | 2100 | 29    | 72,41 | 300,00 | 598 |
| 2                          | Marc Massé      | 10:4 | 1635 | 34    | 48,08 | 150,00 | 209 |
| 3                          | Fabian Blondeel | 10:4 | 1732 | 38    | 45,57 | 300,00 | 300 |
| 4                          | José Martinez   | 10:4 | 1662 | 96    | 17,31 | 20,00  | 178 |
| 5                          | Erwin Hellemans | 6:8  | 1093 | 84    | 13,01 | 37,50  | 172 |
| 6                          | Claus Bargisen  | 4:10 | 1190 | 84    | 14,16 | 37,50  | 120 |
| 7                          | Stephan Horvath | 2:12 | 740  | 68    | 10,88 | 16,66  | 96  |
| 8                          | Carsten Lohs    | 0:14 | 433  | 89    | 5,21  | -      | 80  |
| Turnierdurchschnitt: 20,51 |                 |      |      |       |       |        |     |